# حمام حريرة
حمام حريرة (بالفارسية: حمام حریره) هو حمام تاريخي، ويقع في مقاطعة لنجة.